# Por Vida
Por Vida [poɾ ˈβiða], spanisch für „Für das Leben“, ist das erste Minialbum der kolumbianisch-US-amerikanischen Sängerin Kali Uchis. Es wurde in Form einer EP produziert und am 4. Februar 2015 veröffentlicht. An der Produktion des Albums wirkten u. a. die Mitglieder der Band BadBadNotGood sowie Wesley Pentz alias Diplo, Kaytranada und Tyler, the Creator mit.
Die EP beschrieb Uchis und andere Kritiker als „verträumtes, autobiografisches Werk“. Unterstützt wurde es durch die Tracks Know What I Want, Lottery, Loner und Ridin Round.

## Singleauskopplungen
- Know What I Want wurde am 11. November 2014 als erste Single aus dem Album veröffentlicht. Das Musikvideo erschien am gleichen Tag auf YouTube.[3]
- Lottery erschien als zweite Auskopplung am 13. Januar 2015. Auf der Plattform YouTube wurde das dazugehörige Musikvideo am 11. November ausgestrahlt.[4]
- Loner wurde am 4. Februar 2015 als dritte Single herausgebracht. Die Veröffentlichung des Videos war am 25. August 2015 auf YouTube.[5]
- Ridin Round (auch Ridin’ Round) erschien als vierte und letzte Singleauskopplung am 2. November 2015. Das Musikvideo wurde unter Anteilnahme von Uchis in Pereira gedreht. Veröffentlicht wurde es am 3. November, einen Tag nach der Single.[6]

## Titelliste
| Nr. | Titel            | Songschreiber                                                                   | Produzent                                                                      | Laufzeit |
| --- | ---------------- | ------------------------------------------------------------------------------- | ------------------------------------------------------------------------------ | -------- |
| 1.  | Sycamore Tree    | Kali Uchis                                                                      | Kali Uchis                                                                     | 1:52     |
| 2.  | Call Me          | Kali Uchis, Tyler Okonma                                                        | Tyler Okonma                                                                   | 3:13     |
| 3.  | Melting          | Kali Uchis, Alex Epton, Dexter Tortoriello, Thomas Pentz                        | Alex Epton, Diplo                                                              | 3:29     |
| 4.  | Lottery          | Kali Uchis, Alex Epton, Michael Denne, Kenneth Gold                             | Alex Epton                                                                     | 3:27     |
| 5.  | Know What I Want | Kali Uchis, Jason Fleming                                                       | Bunx                                                                           | 4:11     |
| 6.  | Rush             | Kali Uchis, Alexander Sowinski, Chester Hansen, Matthew Tavares, Kevin Celestin | Kaytranada, Alexander Sowinski, Cester Hansen, Matthew Tavares, Kevin Celestin | 3:51     |
| 7.  | Ridin Round      | Kali Uchis, Alexander Ben-Abdallah, Fleming                                     | Bunx                                                                           | 3:19     |
| 8.  | Speed            | Kali Uchis, Tyler Okonma                                                        | Tyler Okonma                                                                   | 4:15     |
| 9.  | Loner            | Kali Uchis, Caleb Stone                                                         | Caleb Stone                                                                    | 3:32     |